# John Hughes (diplomático)
Edgar John Hughes (Gales, 27 de julio de 1947) es un diplomático británico, que se ha desempeñado como embajador de su país en Venezuela y Argentina.

## Biografía

### Primeros años y estudios
Nacido en el sur de Gales, fue a la London School of Economics. Recibió una maestría de la Universidad de Lehigh en Pensilvania, Estados Unidos, y un doctorado en el Pembroke College de la Universidad de Cambridge en 1974 con una tesis sobre las relaciones Estados Unidos-Reino Unido y la formación de la organización de las Naciones Unidas.

### Carrera
Se unió al Ministerio de Relaciones Exteriores y de la Mancomunidad de Naciones en 1973, y desde entonces se especializó principalmente en asuntos estadounidenses, sirviendo en Santiago de Chile, Washington, D. C., y Oslo, Noruega. En 1981, fue miembro de la delegación del Reino Unido en la Conferencia sobre la Seguridad y la Cooperación en Europa celebrada en Madrid, España, miembro de la Unidad de Seguridad y Cooperación en Europa en 1982 y de la Unidad de Emergencia de las islas Malvinas entre 1982 y 1983. En 2000 fue nombrado Embajador del Reino Unido en Venezuela, donde se desempeñó hasta 2003.
También trabajó en la Oficina del Gabinete, y en dos comisiones de servicio a la industria (BAE Systems y Shell). Al retirarse de la carrera diplomática, se dedicó al mundo académico en el Instituto para el Estudio de las Américas, la Escuela de Estudios Avanzados de la Universidad de Londres y, posteriormente como profesor visitante en la London School of Economics.
Actualmente es Presidente de Latamconult Ltd., de Canning House (que abarca las relaciones con América Latina), y administrador de Atlantic College, en Gales. También preside la Comisión de Conmemoración del Plan Marshall.
En los honores de Año Nuevo 2017 fue nombrado como Comendador de la Orden del Imperio Británico.

#### Argentina
Fue nombrado embajador británico en Argentina en abril de 2004 (llegando al país en noviembre de ese año), y en 2005 como embajador concurrente no residente en Paraguay.
En 2005 participó en el acto por el 11° aniversario del atentado a la AMIA, siendo esto criticado por el gobierno argentino debido a que el Reino Unido poco tiempo antes había liberado al exembajador de Irán en Buenos Aires, Hadi Soleimanpour, que tenía denuncias sobre vinculaciones en el atentado de 1994.
A principios de 2007 el gobernador colonial de las islas Malvinas, Alan Huckle, causó controversia al realizar una entrevista con el periódico británico Daily Mirror donde expresó que «existe el temor de que [una ocupación de Argentina] pudiera producirse de nuevo» en Malvinas debido a que «en todo momento ha existido esta amenaza». Si bien diferenció al gobierno de Néstor Kirchner del gobierno militar del Proceso de Reorganización Nacional, llegó a decir que de igual forma estaba «presionando para lograr la soberanía» de las islas. En febrero de ese año, el comandante de las Fuerzas Británicas en el Atlántico Sur, Nick Davies, había anunciado que estaba allí «para detener cualquier agresión» argentina, mientras que Huckle, hablaba de «lecciones aprendidas en 1982», haciendo en todo momento referencias a la guerra de las Malvinas. El gobierno de Argentina expresó su malestar a dichas declaraciones, convocando a tal efecto al Hughes a la sede de la Cancillería Argentina.
En diciembre del mismo año fue nuevamente convocado a la Cancillería Argentina, donde el gobierno argentino le comunicó su rechazo a la inclusión de las islas Malvinas, Georgias del Sur y Sandwich del Sur en el Tratado de Lisboa de la Unión Europea como territorios británicos, cuando estos se encuentran en disputa con la Argentina.

### Vida personal
En cuanto a su vida personal, está casado con Lynne Evans, con quien tiene dos hijos, de los cuales uno nació en Estados Unidos.